# Türkischer Meister (Eishockey)
Der Türkische Meister im Eishockey wird seit 1998 innerhalb der Superleague ausgespielt. Rekordmeister ist Büyükşehir Belediyesi Ankara SK mit insgesamt sieben gewonnenen Titeln.

## Bisherige Titelträger
- 2023: Buz Adamlar GSK
- 2022: Buz Adamlar GSK
- 2021: Buz Beykoz SK
- 2020: Meisterschaft abgebrochen
- 2019: Zeytinburnu Belediyesi SK
- 2018: Zeytinburnu Belediyesi SK
- 2017: Zeytinburnu Belediyesi SK
- 2016: Zeytinburnu Belediyesi SK
- 2015: Zeytinburnu Belediyesi SK
- 2014: İzmir Büyükşehir Belediyesi SK
- 2013: Başkent Yıldızları SK
- 2012: Başkent Yıldızları SK
- 2011: Başkent Yıldızları SK
- 2010: Ankara Üniversitesi SK
- 2009: Polis Akademisi ve Koleji
- 2008: Polis Akademisi ve Koleji
- 2007: Kocaeli Büyükşehir Belediyesi Kağıt SK
- 2006: Polis Akademisi ve Koleji
- 2005: Polis Akademisi ve Koleji
- 2004: Polis Akademisi ve Koleji
- 2003: Büyükşehir Belediyesi Ankara SK
- 2002: Büyükşehir Belediyesi Ankara SK
- 2001: Polis Akademisi ve Koleji
- 2000: Büyükşehir Belediyesi Ankara SK
- 1999: Gümüş Patenler SK
- 1998: İstanbul Paten SK
- 1997: Büyükşehir Belediyesi Ankara SK
- 1996: Kavaklıdere Belediyesi
- 1995: Büyükşehir Belediyesi Ankara SK
- 1994: Büyükşehir Belediyesi Ankara SK
- 1993: Büyükşehir Belediyesi Ankara SK

## Meisterschaften nach Teams
| Titel | Mannschaft                     | Jahr                                     |
| ----- | ------------------------------ | ---------------------------------------- |
| 7     | BB Ankara SK                   | 1993, 1994, 1995, 1997, 2000, 2002, 2003 |
| 6     | Polis Akademisi ve Koleji      | 2001, 2004, 2005, 2006, 2008, 2009       |
| 5     | Zeytinburnu Belediyesi SK      | 2015, 2016, 2017, 2018, 2019             |
| 3     | Başkent Yıldızları SK          | 2011, 2012, 2013                         |
| 1     | Kocaeli B.B. Kağıt             | 2007                                     |
| 1     | İstanbul Paten SK              | 1998                                     |
| 1     | Gümüş Patenler SK              | 1999                                     |
| 1     | Kavaklıdere Belediyesi         | 1996                                     |
| 1     | Ankara Üniversitesi SK         | 2010                                     |
| 1     | İzmir Büyükşehir Belediyesi SK | 2014                                     |
| 1     | Buz Beykoz SK                  | 2021                                     |

## Frauen
- 2010: Milenyum SK
- 2009: Milenyum SK
- 2008: Polis Akademisi ve Koleji
- 2007: Polis Akademisi ve Koleji